# Band Maranhão
Band Maranhão é uma emissora de televisão brasileira sediada em São Luís, capital do estado do Maranhão. Opera no canal 27 UHF digital (atualmente cedido para a Band Ceará), concessionado em São José de Ribamar, e é afiliada à Band. Devido a dificuldade de recepção dela em algumas áreas da Grande São Luís, opera também uma retransmissora instalada na capital, pelo canal 15 UHF. Pertence a Rede Metropolitana de Rádio e Televisão, que também é responsável pela rádio 92 FM (administrada pela Fundação Nagib Haickel). Seus estúdios estão no Jaracaty Shopping em São Luís, e seus transmissores estão no bairro Tijupá Queimado, em São José de Ribamar.

## História

### Programação experimental e Rede Brasil (2012-2018)
A TV Metropolitana entrou no ar em setembro de 2011, de modo experimental, através do canal 58 UHF, transmitindo apenas clipes musicais. No rodapé da imagem, era exibido o aviso "ESTA É A TV METROPOLITANA CANAL 58, EM CARÁTER EXPERIMENTAL." Na mesma época, a emissora saiu do ar, retornando apenas em 3 de julho de 2012, agora, transmitindo a programação da Rede Brasil de Televisão, anteriormente no ar por uma retransmissora no canal 55 UHF, que saiu do ar em 2011.
Em 21 de agosto, obedecendo a legislação eleitoral, transmitiu o Horário Eleitoral Gratuito do município de São José de Ribamar, juntamente com a TV Araçagi, emissora de baixa potência do canal 5 VHF. Após o fim do período eleitoral, a emissora passou a exibir seu primeiro programa local, Identidade, apresentado por Daniel de Jesus (que atualmente assina como Daniel Gonçalves), que exibia clipes musicais.
Em 12 de fevereiro de 2013, a emissora saiu do ar após fortes chuvas na Grande São Luís, voltando a entrar no ar entre 12 e 14 de abril do mesmo ano, quando saiu novamente do ar. Em setembro, voltou a ter programação experimental por um curto período, exibindo apenas um slide com a mensagem "TV METROPOLITANA CANAL 58 Estamos Operando em Caráter Experimental", e saindo do ar mais uma vez.
Após três anos fora de operação, a emissora voltou novamente a entrar no ar em 2 de agosto de 2016, exibindo uma programação composta de clipes e shows musicais. Em 14 de agosto, voltou a retransmitir a RBTV, porém em 19 de agosto tornou a exibir clipes musicais, voltando a exibir um aviso no rodapé com os dizeres "TV METROPOLITANA - TRANSMITINDO EM CARÁTER EXPERIMENTAL." No fim do ano, volta a transmitir o sinal da RBTV. Entre fevereiro e março de 2017, o sinal da emissora fica alternadamente saindo e entrando no ar por vários dias, até ser definitivamente tirado do ar.
Em 1º de junho, a TV Metropolitana volta ao ar, agora, transmitindo através do canal 27 UHF, em sinal digital. A emissora também estreou o telejornal Página 1 Maranhão (baseado no telejornal da RBTV), apresentado por Daniel de Jesus e produzido em alta definição, e lança também o website iMetropolitana.com, complementando a operação com a televisão.

### Band (2018-presente)

Logotipo da emissora entre 2018 e 2019

Em 25 de janeiro de 2018, por volta da meia-noite, a TV Metropolitana inseriu no ar um vídeo institucional anunciando que ela se tornava a partir de então a nova afiliada da Band, pegando de surpresa os telespectadores. O vídeo ficou rodando em looping até as 5h, quando começou o Jornal BandNews, marcando o início da afiliação da emissora.
No mesmo dia, a Band atualizou a lista de emissoras em seu site, substituindo a então afiliada TV Maranhense, na rede por quase 18 anos, pela nova emissora. A antiga afiliada, no entanto, continuou exibindo a programação da rede por liminar judicial, fazendo com que os telespectadores da Grande São Luís tivessem dois canais com a mesma programação até 17 de abril, quando a ANATEL tirou a TV Maranhense do ar por operar sem concessão. Com a estreia da nova afiliação, a TV Metropolitana extinguiu o Página 1 Maranhão e estreou o telejornal Band Cidade, seguindo o padrão de jornalismo local da rede. Em 12 de maio, utilizando uma retransmissora concessionada pela Band, passou a transmitir seu sinal também através do canal 17 UHF, e na mesma época, passou a se chamar Band Maranhão, descontinuando o nome TV Metropolitana apenas em janeiro de 2019. 
Devido ao deslacre dos equipamentos e a retomada das transmissões da TV Maranhense, antiga ocupante do canal 17 UHF, a Band Maranhão foi forçada a desocupar o canal em 7 de agosto. Na mesma época, a emissora ativou um gap filler (reforçador de sinal) a partir da área central de São Luís, que também utilizava o canal 27 UHF da geradora, instalada em São José de Ribamar. Os dois sinais acabavam se anulando na maior parte da área de cobertura, o que impedia alguns televisores de memorizar o canal em razão do conflito na frequência. Em 20 de dezembro, a exemplo do que era feito no canal 17 UHF, foi ativada uma nova retransmissora no canal 15 UHF. Com isso, o gap filler foi desligado e o conflito de sinais parou. A emissora só passou a operar enfim como única afiliada da Band na região a partir de 28 de março de 2019, quando a TV Maranhense tornou-se afiliada à TV Cultura.

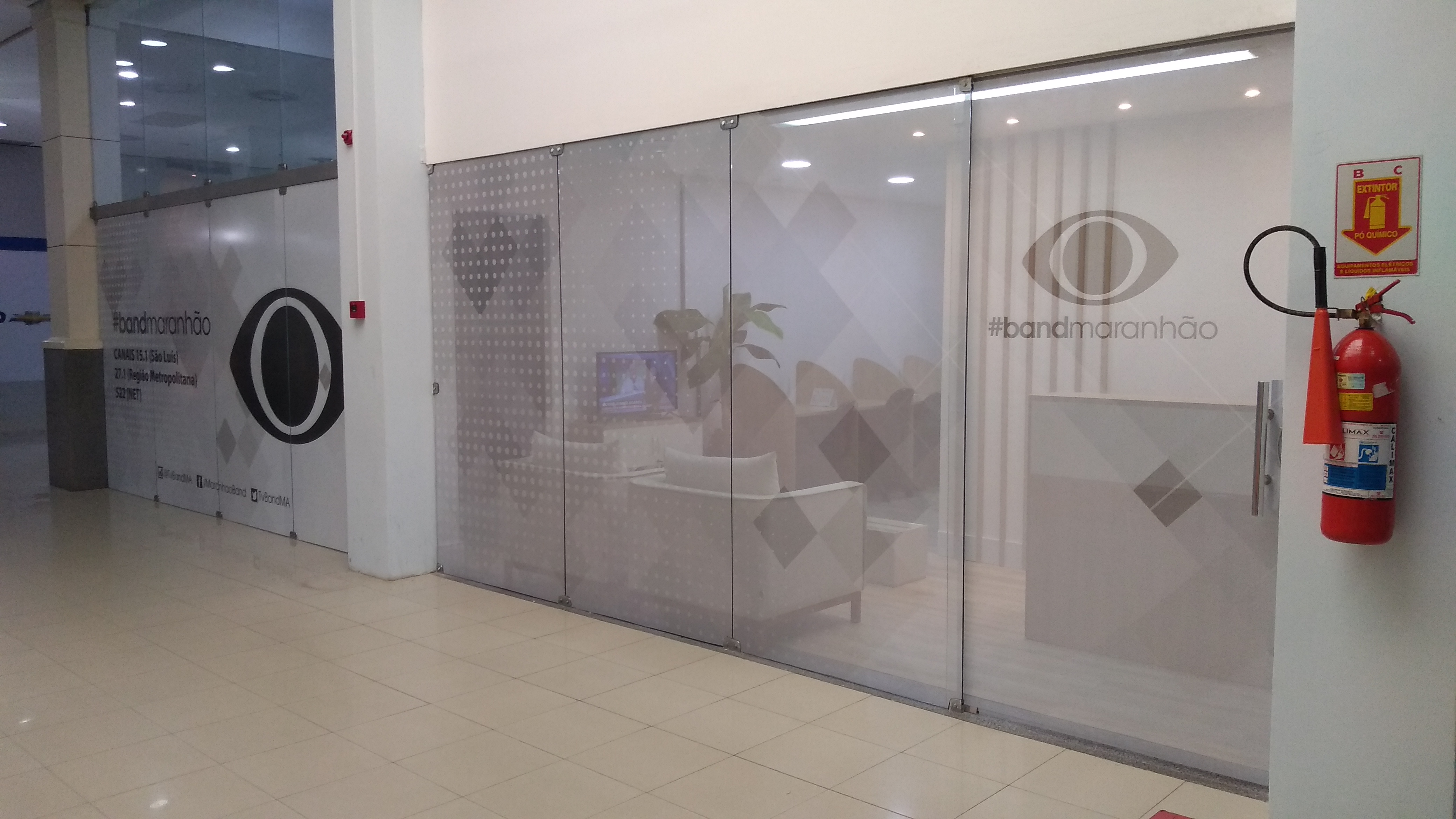
Instalações da emissora no Jaracaty Shopping, em 2019

Em 16 de julho, a Band Maranhão inaugurou novos estúdios em duas salas do Jaracaty Shopping, deixando de utilizar as instalações da TV Alternativa no Parque Athenas, onde produzia seus programas desde a inauguração. Em 26 de agosto, a emissora estreou o jornalístico Brasil Urgente MA, apresentado por Jeisael Marx.
Em 9 de fevereiro de 2020, a emissora implanta sua primeira retransmissora, em Imperatriz, que estava sem sinal da Band desde o fim da afiliação com a TV Imperatriz um ano antes. Em 1º de junho, o canal 27 UHF de São José de Ribamar saiu do ar e a região ficou com apenas o canal 15 UHF de São Luís, alvo de quedas de sinal constantes. Em 17 de junho, o canal 27 UHF voltou ao ar com transmissão em baixa potência, mas como gerador da Band Ceará, sediada em Fortaleza, Ceará. Isso ocorre em razão da emissora cearense transmitir em uma concessão de RTV, que pela legislação não pode gerar programação própria fora de um estado da Amazônia Legal.

## Programas

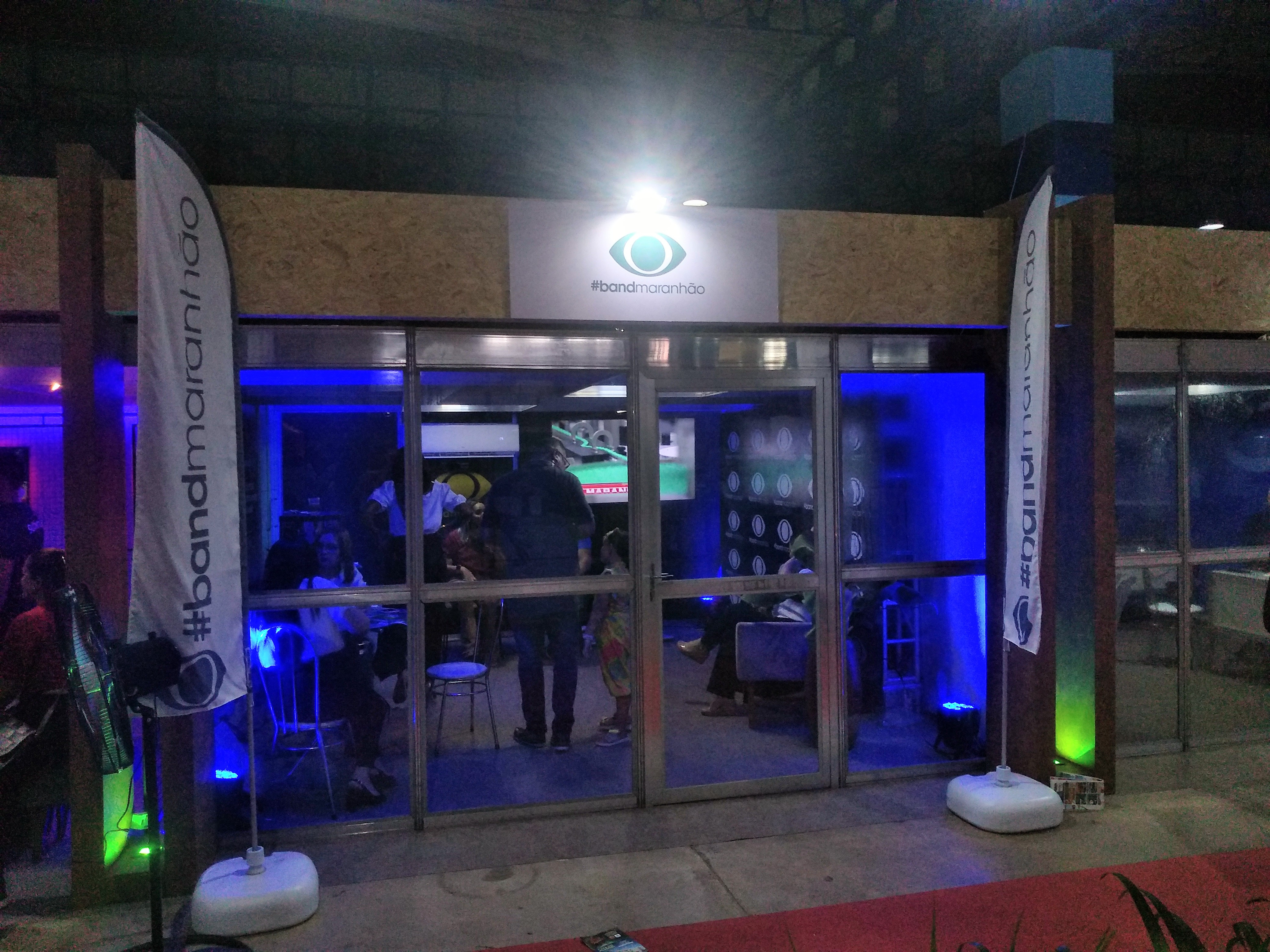
Stand da emissora na Expo Indústria Maranhão 2022

Além de retransmitir a programação nacional da Band, a Band Maranhão exibe os seguintes programas:
- Bora MA: Telejornal, com Gil Souza;
- Jogo Aberto Maranhão: Jornalístico esportivo, com Erika Palley;
- Band Mulher: Programa de variedades, com Thadna Azevedo;
- Brasil Urgente MA: Jornalístico policial, com Daniel Gonçalves;
- Band Cidade: Telejornal, com Daniela Bandeira;
- Na Moda com a Missi: Programa de variedades, com Missilene Xavier;
- Estilos TV: Revista eletrônica, com Jacieny Dias;
- Syene na TV: Programa de colunismo social, com Syene Machado;
- Programa Top: Programa de colunismo social, com William Santos;
- Band Entrevista: Programa de entrevistas, com Raimundo Borges;
- Maranhão Agro: Jornalístico sobre agronegócio, com Rogério Sousa

Diversos outros programas compuseram a grade da emissora e foram descontinuados:
- Elas por Ela
- Espaço Saúde
- Identidade
- Minuto Band
- Operacionais do Maranhão
- Página 1 Maranhão
- Programa Top Kids
- Sabores

## Controvérsias
Em 8 de fevereiro de 2018, surgiram denúncias nas redes sociais de que o radialista Samir Ewerton, da Universidade FM, estaria utilizando a imagem pública da TV Metropolitana (em destaque pela recente afiliação com a Band) como fachada para que lhe fossem enviados currículos para trabalhar na emissora, com o intuito de assediar sexualmente candidatas as supostas vagas. A TV Metropolitana, por meio de nota assinada pelo coordenador geral Daniel de Jesus, negou que estivesse fazendo qualquer tipo de contratação no momento ou que estivesse com vagas abertas para trabalho, enquanto Luís Henrique Paz, responsável pela Band Piauí, que é associada a implantação da Band na emissora maranhense, informou que as contratações para o canal estavam sendo feitas em sigilo, e que Samir usou indevidamente seu endereço de e-mail para espalhar os falsos comunicados. A Universidade FM, por sua vez, demitiu o radialista após as denúncias, e afirmou que não compactua com qualquer comportamento profissional inadequado.